# درشکه‌چی (راننده درشکه)

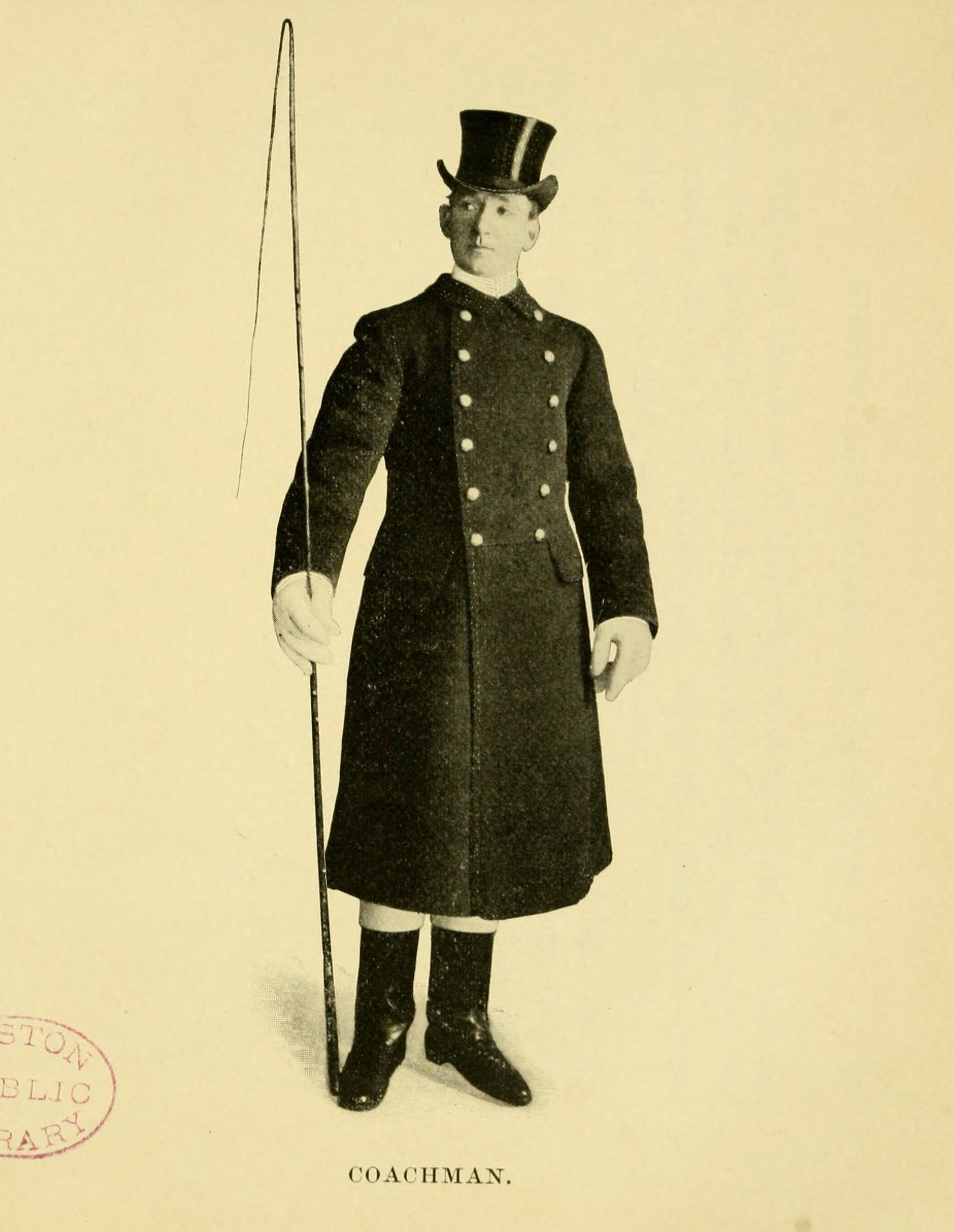
نمایی از یک درشکه‌چی مربوط به سال ۱۹۰۲

درشکه‌چی (انگلیسی: Coachman) یا سورچی، کالسکه‌چی و همچنین گاری‌چی، عبارت از شخصی است که وظیفهٔ هدایت و راهبری دلیجان، درشکه و کالسکه را بر عهده دارد 